# Wintersalami

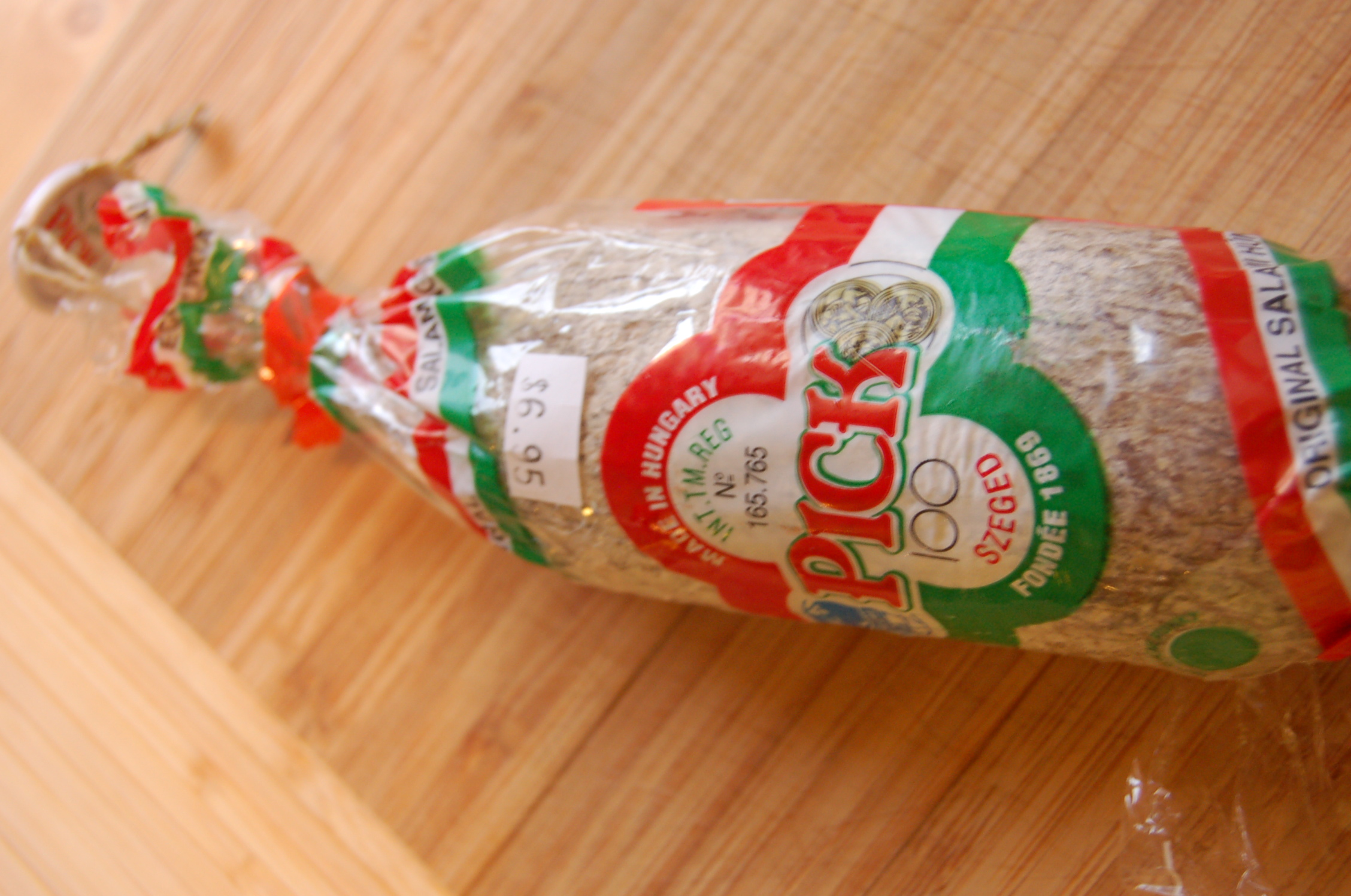
Téliszálami von Pick

Die Wintersalami (ungarisch: téliszalámi) ist die bekannteste ungarische trocken fermentierte Wurst. Der Name stammt aus der Tradition, diese Salami nur in den Wintermonaten herzustellen, wenn die Wetterbedingungen für langsames Trocknen, Reifung bei niedrigen Temperaturen und die Entwicklung einer Edelschimmelschicht optimal sind. In Ungarn kommen nur spezielle Schweinerassen für die Salamiproduktion in Betracht; in Szeged werden sie szalámisertések (deutsch: Salami-Schweine) genannt. Die Wintersalamis werden in den Längen von 54 cm „normál“, 33–36 cm „midi“, 19 cm „turista“ und 16 cm „mini“ angeboten.

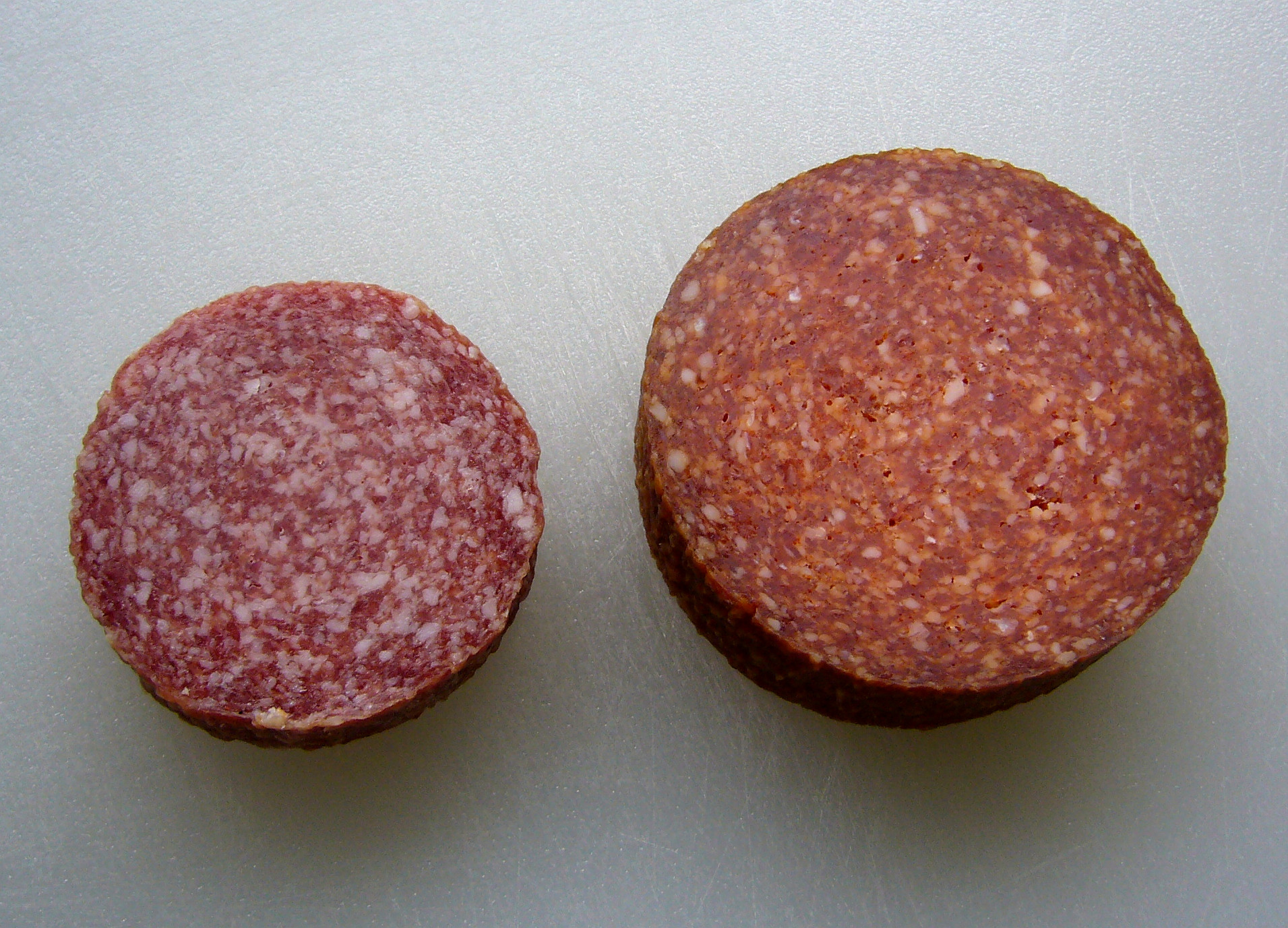
Ungarische Salami ohne und mit Paprika

Szegedi téliszálami erhielt 2007 in der EU den Status einer geschützten Ursprungsbezeichnung (g.U.). Budapesti téliszálami erhielt später den Status geschützte geografische Angabe (g.g.A.).

## Merkmale
Das charakteristische Aussehen der ungarischen Wintersalami ist eine weißgraue Edelschimmelbedeckung, welche die spezifische Geschmacksnote verleiht und zusätzlich die Wurst vor Ranzigwerden schützen soll.
Die Wintersalami wird aus Schweinefleisch, Rückenspeck und ohne das sonst in der ungarischen Küche übliche Paprikapulver hergestellt. Die genauen Gewürzrezepte sind ein Geschäftsgeheimnis, aber Knoblauch, Piment und weißer Pfeffer sind darin enthalten.

## Herstellung
Die Kalträuchertechnik bei 10–14 °C, eine Reifezeit von 2–3 Monaten und spezielle Gewürze sind weitere Erkennungsmerkmale dieses Produkts.
Während der Trocknungsmonate bei Niedrigsttemperatur von 10 °C wird ein Gewichtsverlust von ~ 30 % erreicht, die relative Luftfeuchtigkeit beträgt in diesem Zeitraum zunächst 90 % und sinkt auf 60 %. Wichtig ist dabei, dass der Unterschied zwischen der Luftfeuchtigkeit der Würste und der Luftfeuchtigkeit der Umgebung gering ist (4–5 %), da sonst der Trocknungsprozess zu schnell vonstattengeht. Die Luftstromgeschwindigkeit wird daher sorgfältig gesteuert. Während dieser Reifezeit überzieht eine Schimmelschicht die Würste, die aus Hyphen von Penicillium nalgiovense oder Penicillium chrysogenum besteht. Die Beimpfung der Salamis mit Schimmelpilzsporen erfolgt spontan, da die Reifekammern eine „Hausflora“ dieser gewünschten Schimmelpilzstämme schon enthalten. Wintersalami hat einen charakteristischen Geschmack mit geringer oder keiner sauren Note bei einem pH-Wert um 5,5. LAB- oder Schimmel-Starterkulturen werden bei seiner Herstellung nicht verwendet.

### Salami aus Szeged
Für die Herstellung von Szeged-Salami oder Szegedi téliszálami (die Szeged-Wintersalami) können nur bestimmte Schweinearten als Rohstoffe verwendet werden: Mangalica und Cornwall, Berkshire, ungarische Wildschweine, Schweine aus Kreuzungen von Duroc, Hampshire und Pietrain. Salami-Schweine sind mindestens ein Jahr alt sowie ältere Schweine mit einem Gewicht von mehr als 150 kg. Weitere Vorschriften sind: Verwendung ausschließlich natürlicher Materialien (Nitritpökelsalz wird als einziger Zusatzstoff verwendet), manuelles Entbeinen und Zubereiten der Fleischprodukte, mindestens 12 bis 14 Tage kaltes Räuchern bei einer Höchsttemperatur von 10 bis 12 °C, trocknende Reifung bei maximal 18 °C bei einer relativen Luftfeuchtigkeit von 4–5 %, eine Edelschimmel-Beschichtung auf der Oberfläche der Salami aufgrund von mindestens zehn verschiedenen, meistens Penicillium-Arten, die in den Reifekammern vorhanden sind, sowie ein hoher Proteingehalt im Bindegewebe und die Rohstoff-Zerkleinerung von 2–4 mm Körnung. Sie hat einen hohen pH-Wert (mehr als 5,6) und kann daher nur langsam getrocknet werden.
Die Herstellung der Szeged-Salami oder der Szeged-Wintersalami erfolgt im Verwaltungsgebiet von Szeged. Für die Erzeugung dürfen nur in den Landkreisen Bács-Kiskun, Csongrád-Csanád, Békés, Hajdú-Bihar und Baranya gezüchtete und in diesen Landkreisen geschlachtete Salami-Schweine verwendet werden.
Form und Größe der Szegedi téliszálami: ein Durchmesser von mindestens 65 mm, gleichmäßig zylindrisch, am Ende der Aufhängung sich verjüngend und am anderen Ende gerundet.

### Salami aus Budapest
Das geografische Gebiet für die Herstellung der Budapesti téliszálami liegt in Budapest, 1 km von der Donau entfernt. Der Hersteller muss jederzeit als Produktionsstandort nachweisen können, dass die Produktionsvorgänge vom Zerkleinern über das Räuchern bis zum Trocknen innerhalb von 1 km Entfernung von der Donau in Budapest stattgefunden haben.
Das Produktionsgebiet des Produkts, Budapest, liegt am Ufer der Donau. Die Reifung erfolgt in einem felsigen Gebiet an der Donau unter den vom Fluss definierten klimatischen Bedingungen, die Luft ist immer feucht und etwas kühler (außer im Winter), aber auch sauberer. Die relative Luftfeuchtigkeit ist ca. 10 % höher und Temperatur ca. 2 °C niedriger als in abgelegenen Gebieten.
Für die Salamiproduktion werden von den Salami-Schweinen die Schinken, die Lende, Schultern und Schweinespeck („harter Speck“) verwendet, sowie Gewürze, Speisesalz, Natriumnitrit, Pferdedarm oder künstliche Hüllen. Gewürze: weißer Pfeffer, süßer Paprika, Piment, der Duft von Piment dominiert.
Auch für die Budapesti téliszalámi kommen Rassen der Salami-Schweine wie Mangalica, Cornwall, Berkshire, Large White, Duroc, Hampshire und Pietrain und deren Kreuzungen zum Einsatz. Die Schlachttiere müssen über ein Jahr alte kastrierte männliche oder weibliche Zuchtschweine mit einem Gewicht von mindestens 150 kg sein, jedoch keine ausgewachsenen männliche kastrierte Schweine.
Das äußere Bild der Wintersalami aus Budapest ist ein geräuchertes, gereiftes, getrocknetes Fleischprodukt, aus Schweinefleisch mit einer Körnung von 4 mm und der Speck mit einer Körnung von 2 mm, die gleichmäßig mit Gewürzen vermischt, in einen Pferdedarm oder eine Kunsthülle von zylindrischer Form und einer grauweißen Oberfläche gefüllt sind. Mindestens 40 mm, höchstens 85 mm Durchmesser, von unterschiedlichen Längen.
Geräuchert wird bei bis zu 16 °C mit Hartholz für 12–20 Tage. Danach gelangen die geräucherten Salamistangen in den Reifungs- und Trockenraum, wo sich die natürliche Mikroflora auf der Salami-Oberfläche ablagert, dabei wird keine Starterkultur verwendet. Der pH-Wert der Wintersalami aus Budapest ist mehr als 5, daher kann sie nur langsam getrocknet werden. Während der Reifungstrocknungsperiode wird der Luftstrom so eingestellt, dass die Diffusionskraft (die Differenz zwischen relativer und Gleichgewichtsfeuchtigkeit) 4–5 % nicht überschreitet. Dafür ist eine Kombination aus externer Umgebungsluft (aus dem Freien) und Luftbewegung erforderlich. Die Reifungstrocknung dauert zwei bis drei Monate, von der Füllung bis zur Reifung der Salami mindestens 90 Tage.

Einige für Wintersalami verwendete Schweinerassen
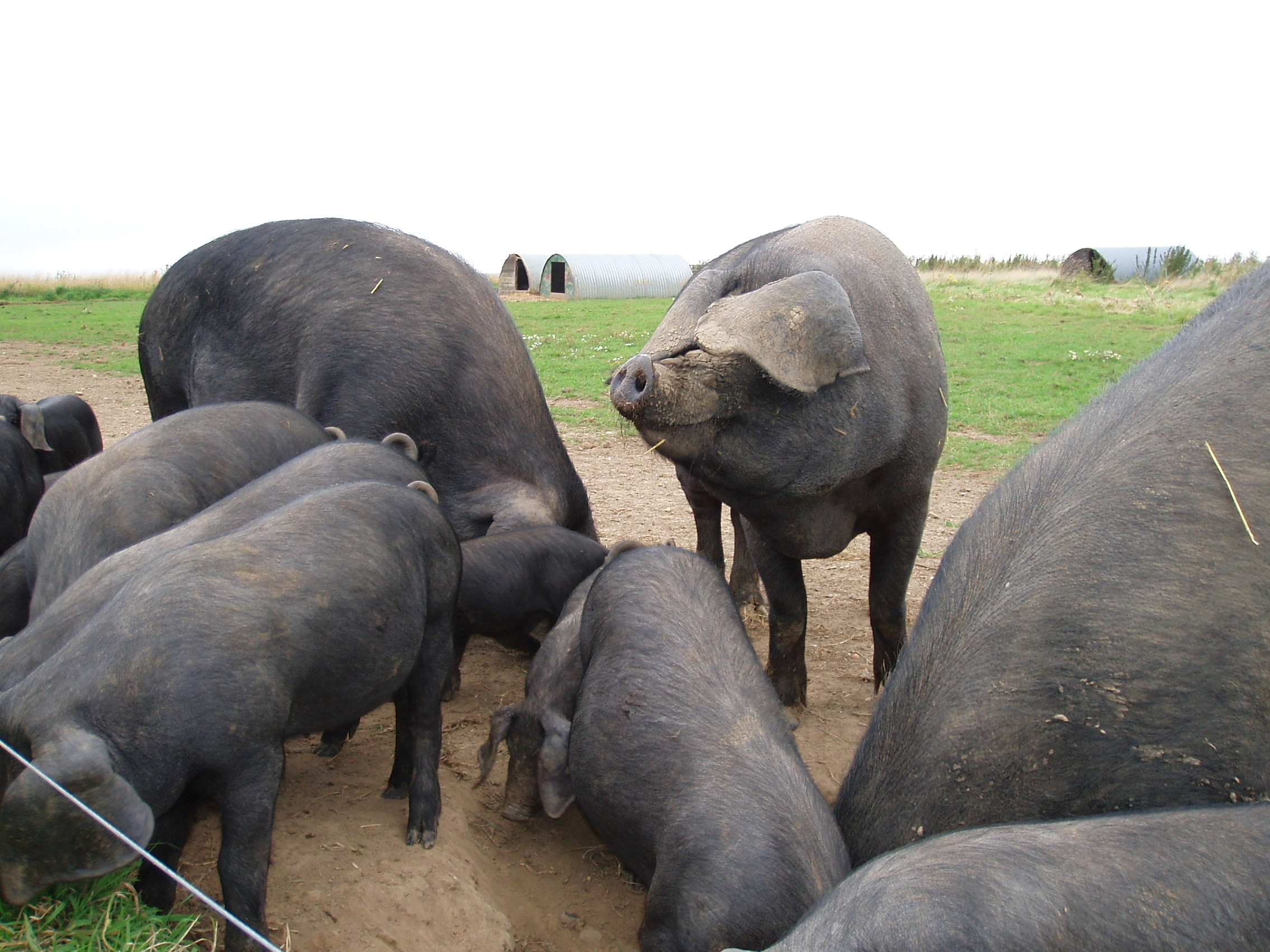
Cornwall-Schweine
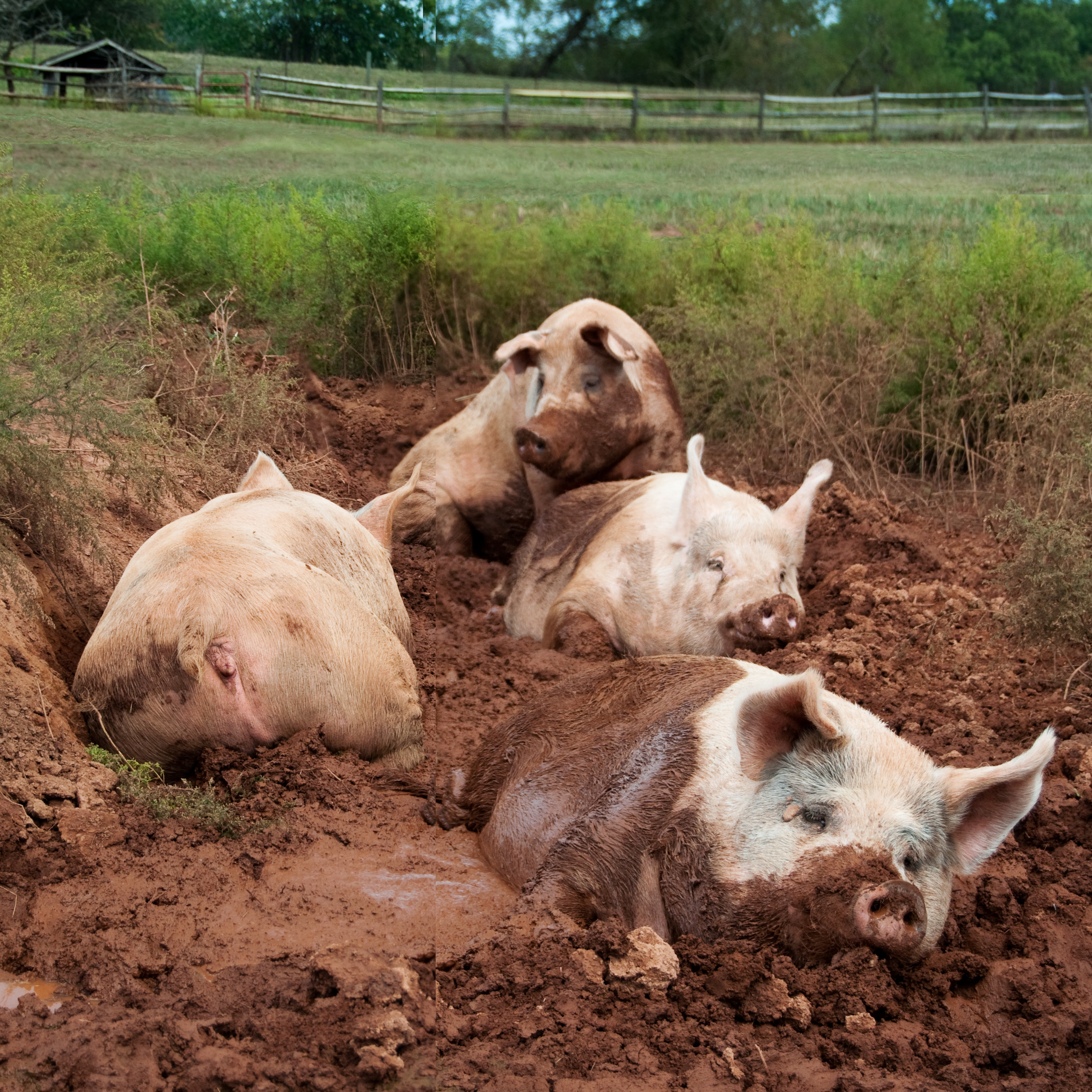
Yorkshire-Schweine
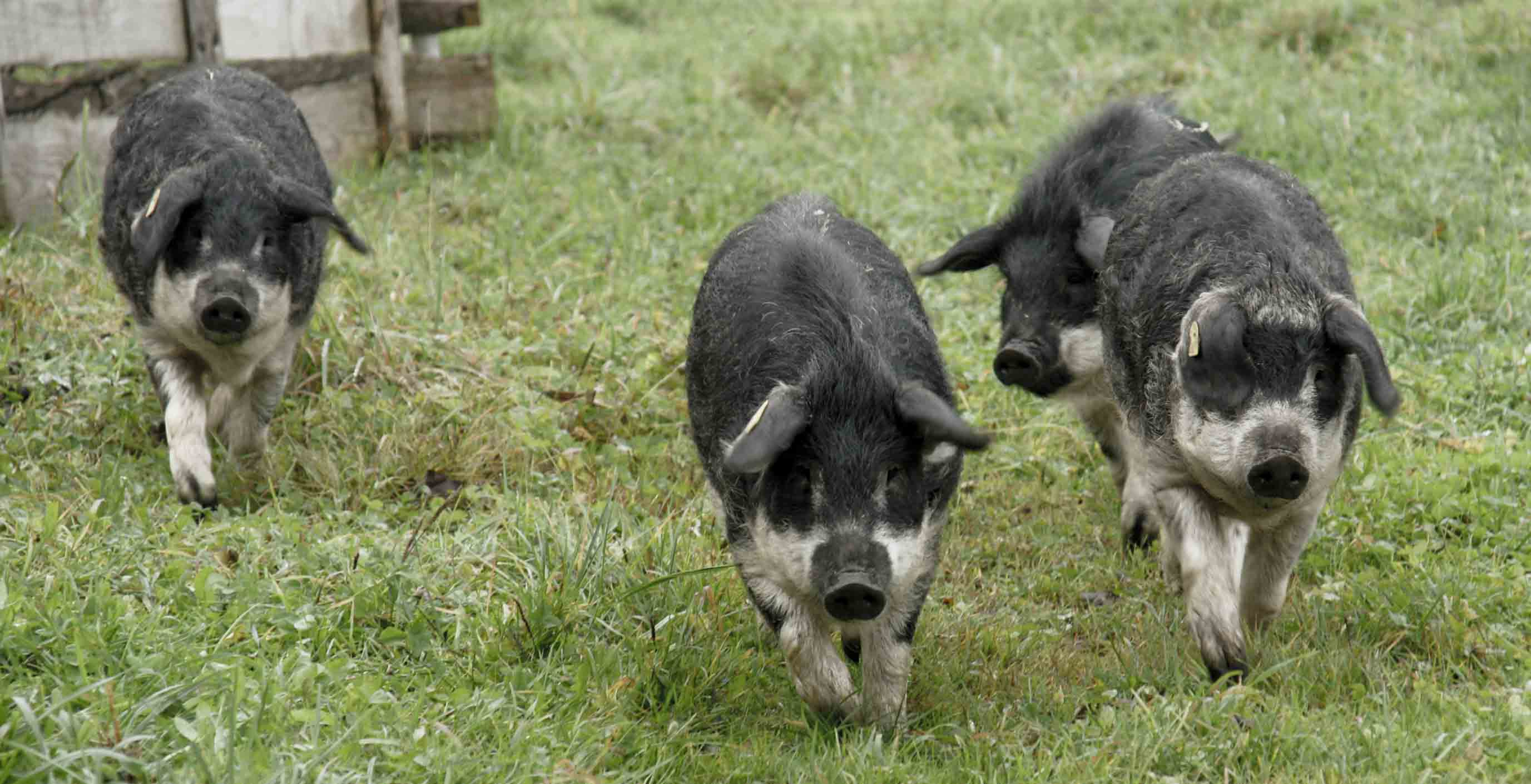
Mangalica-Schweine
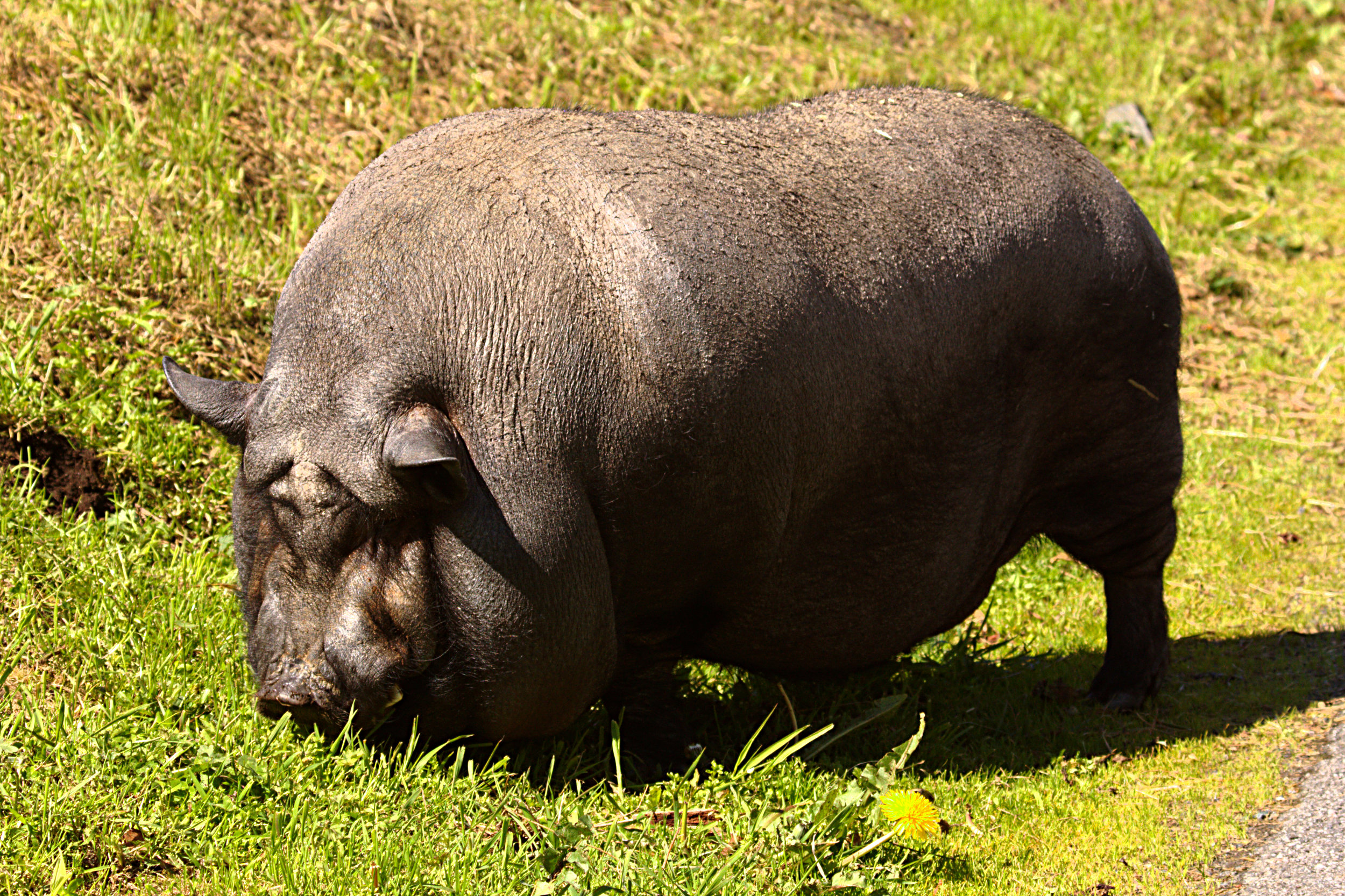
Duroc-Schwein
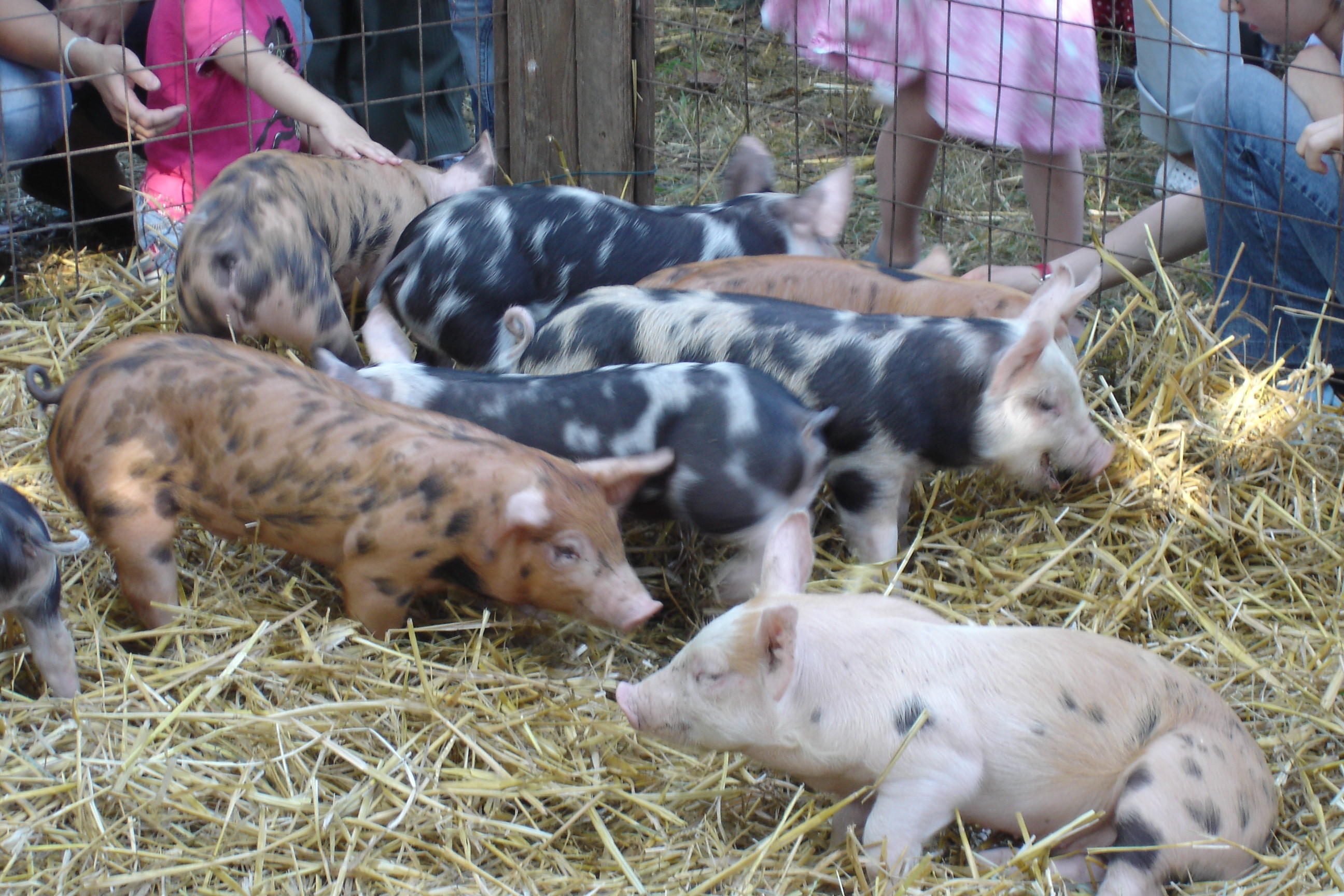
Pietrain-Ferkel